# Wit-Rusland op de Olympische Winterspelen 2014
Wit-Rusland nam deel aan de Olympische Winterspelen 2014 in Sotsji, Rusland.
Van de zesentwintig deelnemers (vijftien mannen en elf vrouwen) die Wit-Rusland vertegenwoordigden bij de zesde deelname van het land aan de Winterspelen namen er vijftien op eerdere edities deel. Voor langlaufer Sergei Dolidovich was het zijn zesde opeenvolgende deelname, voor de freestyleskiërs Dmitri Dasjinski en Aleksej Grisjin was het hun vijfde deelname en voor de eveneens freestyleskiester Alla Tsoeper eveneens haar vijfde deelname, in 1998 kwam ze voor Oekraïne uit, van 2002-2014 voor Wit-Rusland. Voor de elf anderen was het hun derde of tweede deelname.

## Medailleoverzicht
| Sport          | Olympiër          | Onderdeel           | Medaille |
| -------------- | ----------------- | ------------------- | -------- |
| Biatlon        | Darja Domratsjeva | 10 km achtervolging | Goud     |
| Biatlon        | Darja Domratsjeva | 12,5 km massastart  | Goud     |
| Biatlon        | Darja Domratsjeva | 15 km individueel   | Goud     |
| Freestyleskiën | Alla Tsoeper      | aerials             | Goud     |
| Freestyleskiën | Anton Koesjnir    | aerials (m)         | Goud     |
| Biatlon        | Nadezjda Skardino | 15 km individueel   | Brons    |

## Deelnemers en resultaten
(m) = mannen, (v) = vrouwen 

### Alpineskiën
| Olympiër (deelname) | Onderdeel        | Resultaat | Prestatie                                                            |
| ------------------- | ---------------- | --------- | -------------------------------------------------------------------- |
| Yuri Danilochkin    | combinatie (m)   | DNF       | afdaling: niet gefinisht                                             |
| Yuri Danilochkin    | afdaling (m)     | 31e       | 2.10,58 (+4,35)                                                      |
| Yuri Danilochkin    | reuzenslalom (m) | DNF       | 1e run: niet gefinisht                                               |
| Yuri Danilochkin    | slalom (m)       | DNF-1     | 1e run: niet gefinisht                                               |
| Yuri Danilochkin    | super g (m)      | 37e       | 1.22,45 (+4,31)                                                      |
|                     |                  |           |                                                                      |
| Maria Shkanova (2)  | reuzenslalom (v) | 44e       | 1e run: 1.26,79 (52e) 2e run: 1.23,79 (41e) totaal: 2.50,58 (+13,71) |
| Maria Shkanova (2)  | slalom (v)       | 29e       | 1e run: 59,57 (33e) 2e run: 57,56 (31e) totaal: 1.57,23 (+12,69)     |
| Maria Shkanova (2)  | super g (v)      | DNF       | niet gefinisht                                                       |

### Biatlon
Mannen
| Olympiër (deelname)                                                  | Onderdeel     | Resultaat | Prestatie |
| -------------------------------------------------------------------- | ------------- | --------- | --- |
| Evgeny Abramenko (2)                                                 | sprint        | 56e       | 26.55,0 (+2.21,5) [1+1]                                                                                       |
| Evgeny Abramenko (2)                                                 | achtervolging | 51e       | 39.11,5 (+5.22,9) [0+0+4+1]                                                                                   |
| Evgeny Abramenko (2)                                                 | individueel   | 53e       | 55.38,8 (+6.07,1) [1+1+1+0]                                                                                   |
| Vladimir Chepelin                                                    | sprint        | 29e       | 25.49,7 (+1.16,2) [0+1]                                                                                       |
| Vladimir Chepelin                                                    | achtervolging | 41e       | 36.57,2 (+3.08,6) [0+0+1+0]                                                                                   |
| Vladimir Chepelin                                                    | individueel   | 49e       | 54.59,2 (+5.27,5) [1+1+0+1]                                                                                   |
| Aliaksandr Darozhka                                                  | individueel   | 80e       | 58.27,7 (+8.56,0) [2+0+2+1]                                                                                   |
| Yuryi Liadov                                                         | sprint        | 57e       | 26.55,1 (+2.21,6) [1+1]                                                                                       |
| Yuryi Liadov                                                         | achtervolging | 56e       | 39.46,2 (+5.57,6) [1+1+0+2]                                                                                   |
| Sergey Novikov (3)                                                   | sprint        | 33e       | 26.00,8 (+1.27,3) [0+0]                                                                                       |
| Sergey Novikov (3)                                                   | achtervolging | 50e       | 38.59,5 (+5.10,9) [0+1+1+1]                                                                                   |
| Sergey Novikov (3)                                                   | individueel   | 54e       | 55.41,7 (+6.10,0) [0+1+1+0]                                                                                   |
| Team: Sergey Novikov Vladimir Chepelin Yuryi Liadov Evgeny Abramenko | Estafette     | 13e       | totaal: 1:16.02,3 (+3.46,4) [0+1 0+4] 18.21,3 [0+0 0+1] 18.52,2 [0+1 0+0] 19.01,8 [0+0 0+1] 19.47,0 [0+0 0+2] |

Vrouwen
| Olympiër (deelname)                                                             | Onderdeel     | Resultaat | Prestatie |
| ------------------------------------------------------------------------------- | ------------- | --------- | --- |
| Darja Domratsjeva (2)                                                           | sprint        | 9e        | 21.38,6 (+31,8) [1+0]                                                                                         |
| Darja Domratsjeva (2)                                                           | achtervolging | Goud      | 29.30,7 [0+0+0+1]                                                                                             |
| Darja Domratsjeva (2)                                                           | massastart    | Goud      | 35.25,6 [0+0+0+1]                                                                                             |
| Darja Domratsjeva (2)                                                           | individueel   | Goud      | 43.19,6 [0+1+0+0]                                                                                             |
| Nastassia Dubarezava (2)                                                        | sprint        | 34e       | 22.29,7 (+1.22,9) [0+1]                                                                                       |
| Nastassia Dubarezava (2)                                                        | achtervolging | 56e       | 41.08,8 (+11.31,1) [1+4+4+3]                                                                                  |
| Ljoedmila Kalintsjik (2)                                                        | sprint        | 37e       | 22.37,8 (+1.31,0) [1+1]                                                                                       |
| Ljoedmila Kalintsjik (2)                                                        | achtervolging | 33e       | 32.54,9 (+3.24,2) [0+0+0+2]                                                                                   |
| Ljoedmila Kalintsjik (2)                                                        | individueel   | 25e       | 48.06,2 (+4.46,6) [0+1+0+1]                                                                                   |
| Nadzeya Pisareva                                                                | individueel   | 35e       | 48.55,4 (+5.35,8) [0+3+0+0]                                                                                   |
| Nadezjda Skardino (2)                                                           | sprint        | 17e       | 21.50,9 (+44,1) [0+0]                                                                                         |
| Nadezjda Skardino (2)                                                           | achtervolging | 13e       | 30.43,7 (+1.13,0) [0+0+0+1]                                                                                   |
| Nadezjda Skardino (2)                                                           | massastart    | 16e       | 37.08,0 (+1.42,4) [0+0+1+1]                                                                                   |
| Nadezjda Skardino (2)                                                           | individueel   | Brons     | 44.57,8 (+1.38,2) [0+0+0+0]                                                                                   |
| Team: Ljoedmila Kalintsjik Nadezjda Skardino Nadzeya Pisareva Darja Domratsjeva | Estafette     | 5e        | totaal: 1:11.33,4 (+1.30,9) [0+4 1+4] 18.39,0 [0+2 1+3] 17.38,3 [0+0 0+1] 18.02,1 [0+2 0+0] 17.14,0 [0+0 0+0] |

Gemengd
| Olympiër                                                                           | Onderdeel          | Resultaat | Prestatie |
| ---------------------------------------------------------------------------------- | ------------------ | --------- | --- |
| Team: Ljoedmila Kalintsjik Nastassia Dubarezava Vladimir Chepelin Evgeny Abramenko | gemengde estafette | 10e       | totaal: 1:13.11,8 (+3.54,8) [0+5 0+4] 16.29,6 [0+0 0+0] 17.45,2 [0+3 0+2] 19.27,9 [0+2 0+2] 19.29,1 [0+0 0+0] |

### Freestyleskiën
| Olympiër (deelname)  | Onderdeel   | Resultaat | Prestatie |
| -------------------- | ----------- | --------- | --- |
| Dmitri Dasjinski (5) | aerials (m) | 8e        | kwalificatie 1: 8e; 106.64 pnt. kwalificatie 2: 1e; 117.19 pnt. finale 1: 5e; 108.41 pnt. finale 2: 100.45 pnt.                           |
| Aleksej Grisjin (5)  | aerials (m) | 15e       | kwalificatie 1: 20e; 76.82 pnt. kwalificatie 2: 9e; 88.94 pnt.                                                                            |
| Anton Koesjnir (3)   | aerials (m) | Goud      | kwalificatie 1: 7e; 107.52 pnt. kwalificatie 2: 2e; 115.38 pnt. finale 1: 2e; 119.03 pnt. finale 2: 3e; 115.84 pnt. finale 3: 134.50 pnt. |
| Denis Osipau         | aerials (m) | 9e        | kwalificatie 1: 17e; 81.86 pnt. kwalificatie 2: 5e; 111.05 pnt. finale 1: 99.36 pnt.                                                      |
|                      |             |           | |
| Hanna Huskova        | aerials (v) | 15e       | kwalificatie 1: 22e; 44.08 pnt. kwalificatie 2: 52.60 pnt.                                                                                |
| Alla Tsoeper (5)     | aerials (v) | Goud      | kwalificatie 1: 14e; 66.15 pnt. kwalificatie 2: 6e; 77.52 pnt. finale 1: 1e; 99.18 pnt. finale 2: 4e; 80.50 pnt. finale 3: 98.01 pnt.     |

### Langlaufen
| Olympiër (deelname)                                                        | Onderdeel             | Resultaat | Prestatie                                                                      |
| -------------------------------------------------------------------------- | --------------------- | --------- | ------------------------------------------------------------------------------ |
| Sergei Dolidovich (6)                                                      | 15 km klassiek (m)    | 53e       | 42.55,4 (+4.25,7)                                                              |
| Sergei Dolidovich (6)                                                      | 30 km skiatlon (m)    | 34e       | 1:11.28,1 (+3.12,7) klassieke stijl: 36.57,2 (32e); vrije stijl: 33.55,9 (38e) |
| Sergei Dolidovich (6)                                                      | 50 km vrije stijl (m) | 5e        | 1:47,09,5 (+14,3)                                                              |
| Aliaksei Ivanou (2)                                                        | 50 km vrije stijl (m) | 46e       | 1:52.52,9 (+5.57,7)                                                            |
| Alexander Lasutkin (2)                                                     | 15 km klassiek (m)    | 49e       | 42.45,1 (+4.15,4)                                                              |
| Alexander Lasutkin (2)                                                     | 30 km skiatlon (m)    | 55e       | 1:14.39,4 (+6.24,0) klassieke stijl: 38.46,9 (52e); vrije stijl: 35.12,2 (54e) |
| Michail Semenov                                                            | sprint (m)            | 48e       | kwalificatie: 3.42,93 (+14,58)                                                 |
| Michail Semenov                                                            | 15 km klassiek (m)    | 59e       | 43.36,0 (+5.06,3)                                                              |
| Michail Semenov                                                            | 30 km skiatlon (m)    | 24e       | 1:10.13,3 (+1.57,9) klassieke stijl: 36.48,2 (29e); vrije stijl: 33.54,5 (19e) |
| Michail Semenov                                                            | 50 km vrije stijl (m) | 17e       | 1:47,36,0 (+40,8)                                                              |
| Team: Michail Semenov Alexander Lasutkin Aliaksei Ivanou Sergei Dolidovich | estafette (m)         | 14e       | totaal: 1:34.40,1 (+5.58,1) 24.20,6 25.13,2 22.27,8 22.38,5                    |
|                                                                            |                       |           |                                                                                |
| Valiantsina Kaminskaya                                                     | sprint (v)            | 47e       | kwalificatie: 2.46,76 (+14,69)                                                 |
| Alena Sannikova (3)                                                        | 10 km klassiek (v)    | 43e       | 31.42,2 (3.24,4)                                                               |
| Alena Sannikova (3)                                                        | 15 km skiatlon (v)    | 53e       | 44.09,7 (+5.36,1) klassieke stijl: 21.46,4 (35e); vrije stijl: 21.47,0 (54e)   |
| Alena Sannikova (3)                                                        | 30 km vrije stijl (v) | 42e       | 1:18.46,3 (+7.41,1)                                                            |

### Shorttrack
| Olympiër        | Onderdeel  | Resultaat | Prestatie             |
| --------------- | ---------- | --------- | --------------------- |
| Maksim Siarheyu | 1500 m (m) | 28e       | heat 3: 2.19,505 (5e) |
|                 |            |           |                       |
| Volha Talayeva  | 1500 m (v) | 32e       | heat 4: 2.27,817 (6e) |